# Christian Heinrich Julius Achenbach
Christian Heinrich Julius Achenbach (* 30. Juni 1835 in Lübeck; † 11. Januar 1907 in Hamburg) war ein deutscher Großkaufmann, Amateurmusiker, Dichter und Komponist.

## Leben
Julius Achenbach wurde am 2. August 1835 in der Jakobikirche in Lübeck getauft. Sein Vater war Christian Heinrich Achenbach (1799–1860), seine Mutter Magdalena Catharina Lisette Stueck (1810–1880). Am 8. Mai 1866 heiratete er in Hamburg Antonie Magdalene Johns (* 1847).

## Werke (Auswahl)
- Latj fomel, komm no ens duart na mi. Lied in Helgoländer Mundart für Singstimme mit Klavier, 1890 bei Leichßenring in Hamburg veröffentlicht
- Die lieben Mädchen von Helgoland. für Singstimme mit Klavier, 1896 veröffentlicht bei Bohme in Hamburg
- Waldsee-Lieder für Singstimme mit Klavier op. 18, gewidmet Ihrer königlichen Hoheit der Großherzogin Elisabeth von Oldenburg, 1904 publiziert bei  C. F. Kahnt Nachfolger in Leipzig.[3] I Wanderung zum Forsthause II Mondnacht am Waldsee III Im Walde. Husch, husch, Das Lied wurde am 19. September 1929 von den Sendern Leipzig und Dresden im Programm musikalischer Nachmittag gesendet.[4] IV Abschied vom Forsthause
- S Strausserl „Mei bua hat a strausserl“. Duett in Tiroler Mundart. Zwei Frauenstimmen mit Klavier op. 20, 1899 veröffentlicht bei Gross in Innsbruck
- Du sollst mein ganzer himmel sein!, Ständchen, gedichtet und componirt von Julius Achenbach op. 22[5]
- Deutsches Lied in fremdem Lande. für vierstimmigen Männerchor op. 25, Veröffentlicht im Verlag der „Musikwoche“ in Leipzig[2]
- Albumblatt „Traumereien“ für Klavier op. 31, 1904 publiziert bei  C. F. Kahnt Nachfolger in Leipzig[3].
- Ein Strand-Idyll, harmonistisches Lied mit oder ohne Pantomime, nach dem Gedicht Die Wallpromenade für eine Singstimme mit Klavierbegleitung, veröffentlicht von Emil Kolbe bei Orpheus & Mercur in Berlin, 1905[5] OCLC 1117319104
- Im fernen Osten, Heimatlied, der Prinzessin Heinrich von Preußen gewidmet. Ein Notendruck befindet sich in der Akte N I a 2-5/1905 des Staatsarchivs Hamburg Auskunft über den früheren Konsul Julius Achenbach, der der Prinzessin Heinrich von Preußen ein Heimatlied "Im fernen Osten" dediziert hat (Ersuchen der preußischen Gesandtschaft).[6]
- Blanche fleur de la nuit,  publiziert bei Le Boulch in Paris